# Accord de libre-échange entre la Jordanie et l'AELE
L'accord de libre-échange entre la Jordanie et l'AELE est un accord de libre-échange signé le 27 juin 2001 et entré en application le 1er septembre 2002,. L'accord inclut en plus des suppressions de droits de douane avec des baisses progressives sur 12 ans, des baisses ou suppressions de droits de douane sur les produits agricoles. Il inclut également des dispositions sur le droit intellectuel, les marchés publics, etc. 